# 658 Астерія
658 Астерія (658 Asteria) — астероїд головного поясу, відкритий 23 січня 1908 року. Названий на честь амазонки на ім'я Астерія.
Тіссеранів параметр щодо Юпітера — 3,301.